# رودلف بوهم
رودلف بوهم (بالألمانية: Rudolf Böhm)‏ هو عالم أدوية وطبيب ألماني، ولد في 19 مايو 1844 في نوردلينغن في ألمانيا، وتوفي في 19 أغسطس 1926 في Bad Kohlgrub ‏ في ألمانيا.